# Paterberg (Deutschland)
Der Paterberg ist ein 152 m hoher Berg in Vlotho, Kreis Herford und größtenteils als Naturschutzgebiet ausgewiesen. Das Naturschutzgebiet hat eine Größe von rund 9,5 ha und trägt die Nummer HF-038.
Das 1997 ausgewiesene Gebiet schützt in Hangwäldern und einem naturnahen Talbereich insbesondere die Waldflächen, Grünland, Sieke und Richtung Süden exponierte Feldwände mit den dort ansässigen Tierlebensgemeinschaften, sowie darüber hinaus naturnahe Fließgewässer und Quellbereiche.
Die westliche Kuppe des Paterberges trägt auch die Bezeichnung "Hünenburg". Durch Ausgrabungen Mitte der 1990er konnte dort erfolgreich die Existenz einer Wallburg nachgewiesen werden.  Am Hang des Paterberges wurde bis 1958 hochwertiger Baukalk abgebaut und gebrannt.